# Sida pseudopotentilloides
Sida pseudopotentilloides är en malvaväxtart som beskrevs av H. Monteiro. Sida pseudopotentilloides ingår i släktet sammetsmalvor, och familjen malvaväxter. Utöver nominatformen finns också underarten S. p. manresana.